# Harold Hewitt
Harold Neil Hewitt (født 2. september 1938) er en australsk tidligere roer.
Hewitt deltog i otter ved OL 1956 på hjemmebane i Melbourne. Han var styrmand i båden, der blev roet af Michael Aikman, David Boykett, Fred Benfield, Jim Howden, Garth Manton, Adrian Monger, Brian Doyle og Walter Howell. Den australske båd indledte med at vinde i runde ét, mens de blev nummer to i semifinalen. I finalen kæmpede de med canadierne om føringen i begyndelsen, men så kom USA og endte med at vinde, mens canadierne blev toere og australierne, der gik lidt ned i tempo til sidst, vandt bronze.

## OL-medaljer
- 1956:  Bronze i otter